# Goeberg
De Goeberg is een heuvel in het Heuvelland bij Reningelst in de Belgische provincie West-Vlaanderen. De top is gesitueerd net onder de top van de Sulferberg. De naam Goeberg slaat op goede grond.
De Goeberg is een onderdeel van de zogenaamde centrale heuvelkam in het Heuvelland, deze bestaat daarnaast uit de Watenberg, Kasselberg, Wouwenberg, Katsberg, Boeschepeberg, Kokereelberg, Zwarteberg, Vidaigneberg, Baneberg, Rodeberg, Sulferberg, Scherpenberg, Monteberg, Kemmelberg en Letteberg. Ten zuiden van deze heuvelkam bevindt zich het stroomgebied van de Leie, ten noorden van deze heuvelkam het stroomgebied van de IJzer.

## Wielrennen
De helling is meermaals opgenomen geweest in Gent-Wevelgem. In 1991 neemt de wielerklassieker voor het eerst sinds 1955 de Kemmelberg niet op in het parcours, dit wegens een dreigende boycot van vier Franse wielerploegen. De ploegen waren het niet eens met het feit dat ze zonder volgwagen met ploegleider over de Kemmelberg moesten. De organisatie besluit daarop de Kemmelberg te schrappen. In plaats van de voor dat jaar bedoelde drie beklimmingen van de Kemmelberg zoekt men nu naar "2e rangs" hellingen als de Goeberg, de Suikerberg en de Kraaiberg.
De helling wordt ook opgenomen in de Bredene Koksijde Classic, maar staat niet vermeld als officiële helling in het wedstrijdboek.
De helling wordt tevens afgedaald in de jaarlijks terugkerende wielerkoers Belcanto Classic welke start in Westouter. Ook wordt ze weleens opgenomen in de Driedaagse van West-Vlaanderen.